# 张云泉
张云泉（1973年9月—），男，汉族，山东聊城人，中华人民共和国政治人物。现任中国科学院计算技术研究所研究员，博士生导师。第十四届全国政协委员。